# Venetia Burney
Venetia Katharine Douglas Phair, z domu Burney (ur. 11 lipca 1918, zm. 30 kwietnia 2009 w Banstead) – pierwsza osoba, która zasugerowała przyjętą nazwę dla planety karłowatej – Plutona, którą Clyde Tombaugh odkrył w 1930 roku. Venetia Burney miała wtedy 11 lat i mieszkała w Oksfordzie w Anglii.

## Życiorys
Burney była córką duchownego Charlesa Foxa Burneya i jego żony Ethel Wordsworth Madan. Venetia była prawnuczką Falconera Madana (1851–1935), bibliotekarza Bodleian Library na Uniwersytecie Oksfordzkim. Brat Falconera – Henry Madan (1838–1901) uzyskał Bachelor of Science i został wykładowcą w Eton College. W 1868 zaproponował imiona dla dwóch księżyców Marsa – Fobosa i Deimosa.
14 marca 1930 roku Falconer Madan przeczytał w „The Times” historię odkrycia nowej planety – Plutona i opowiedział o tym swojej wnuczce – Venetii. Wtedy to Venetia wymyśliła nazwę dla ciała niebieskiego. Nazwa pochodzi od rzymskiego boga zaświatów.
W dniu 1 maja 1930 roku nazwa Pluton została oficjalnie przyjęta dla nowego ciała niebieskiego.
Burney kształciła się w Downe House School w Berkshire i Newnham College (Cambridge), gdzie studiowała matematykę. Po ukończeniu szkoły została dyplomowaną księgową. Później została nauczycielką ekonomii i matematyki w szkole dla dziewcząt w południowo-zachodnim Londynie. W 1947 roku wyszła za Edwarda Maxwella Phaira. Mieli razem syna Patricka.
Kilka miesięcy przed przeklasyfikowaniem Plutona z planety do planety karłowatej, na debacie dotyczącej problemu, powiedziała w wywiadzie: „W moim wieku jest mi to w dużej mierze obojętne, jednakże wolałabym, aby Pluton nadal był planetą”.
Venetia zmarła 30 kwietnia 2009 roku w Banstead.
Na jej cześć nazwano planetoidę (6235) Burney, również jej imię otrzymał jeden z instrumentów sondy kosmicznej New Horizons.